# Super Rugby U20 2021
El Super Rugby U20 2021 fue la primera edición del torneo profesional juvenil de rugby de Nueva Zelanda.

## Sistema de disputa
Cada equipo disputó tres encuentros, el equipo que finalizó en la primera posición al finalizar el torneo se coronó campeón del torneo.
Puntuación
Para ordenar a los equipos en la tabla de posiciones se los puntuará según los resultados obtenidos.
- 4 puntos por victoria.
- 2 puntos por empate.
- 0 puntos por derrota.
- 1 punto bonus por ganar haciendo 3 o más tries que el rival.
- 1 punto bonus por perder por siete o menos puntos de diferencia.

## Desarrollo
| Pos. | Equipo                 | Encuentros | Encuentros | Encuentros | Encuentros | Tantos | Tantos | Tantos | PB | PB | Puntos |
| Pos. | Equipo                 | PJ         | PG         | PE         | PP         | F      | C      | Dif    | BO | BD | Puntos |
| ---- | ---------------------- | ---------- | ---------- | ---------- | ---------- | ------ | ------ | ------ | -- | -- | ------ |
| 1.º  | Chiefs                 | 3          | 3          | 0          | 0          | 158    | 82     | +76    | 2  | 0  | 14     |
| 2.º  | Blues                  | 3          | 2          | 0          | 1          | 145    | 68     | +77    | 2  | 0  | 10     |
| 3.º  | Highlanders            | 3          | 2          | 0          | 1          | 126    | 76     | +50    | 1  | 1  | 10     |
| 4.º  | Crusaders              | 3          | 1          | 0          | 2          | 85     | 98     | -13    | 0  | 1  | 5      |
| 5.º  | Hurricanes             | 3          | 1          | 0          | 2          | 77     | 142    | -65    | 0  | 0  | 4      |
| 6.º  | New Zealand Barbarians | 3          | 0          | 0          | 3          | 64     | 189    | -125   | 0  | 0  | 0      |

| Bandera de Nueva Zelanda |
| Campeón Chiefs           |
| Primer título            |